# 執事ときどき彼氏
『執事ときどき彼氏』（しつじときどきかれし）とは、春河ミライ作のティーンズラブ小説。

## 内容
ヨーロッパのとある小国に住む、富豪の一人娘のユノ・シェフィールドと、彼女に仕える使用人のグレン・アルフォードの、日常生活を描いたもの。物語の前半は、グレンに対するユノの恋心を、後半はユノとグレンのただれた生活を、それぞれ中心に描いている。

## 書誌情報
- 執事ときどき彼氏（文:春河ミライ、絵:レナ フランス書院ティアラ文庫 2009年10月5日発売）